# Pueblo Opera House

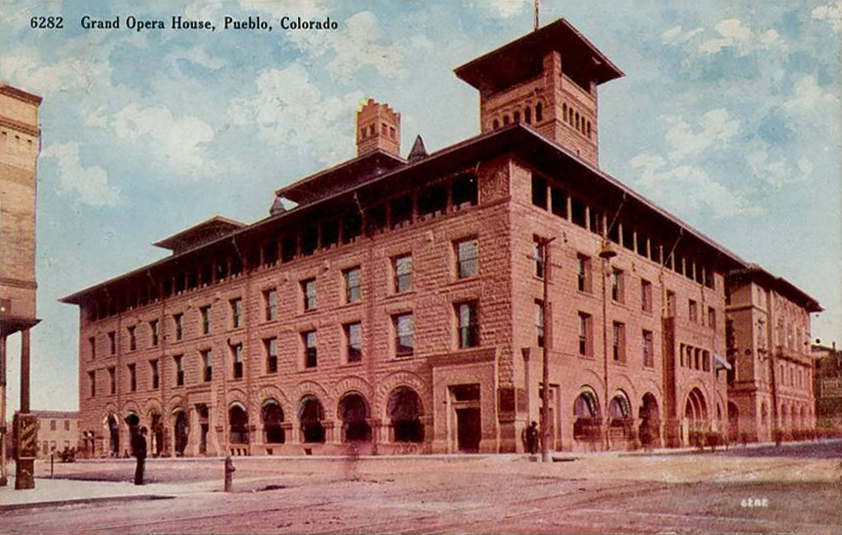
Vykort från 1912 med ett fotografi på Pueblo Opera House.

Pueblo Opera House (även känd som Grand Opera House), Operahuset i Pueblo, var en teater som uppfördes i Pueblo i Colorado, och som öppnade 1890. Byggnaden totalförstördes i en brand 1922.
I juni 1888 fick arkitektbyrån Adler & Sullivan uppdraget att formge ett operahus i Pueblo i Colorado, till en ersättning av $400 000, den då största summa som byrån mottagit för en byggnad utanför Chicago. Den fyra våningar höga byggnaden hade ett yttre vars formgivning var en kombination av nyromansk stil i Henry Hobson Richardsons tappning och italiensk renässans. Den var byggd av rustik, röd sandsten med en granitgrund.
I salen fanns det sittplatser för 1 200 personer, och balkongen var den första i USA som sträckte över auditoriet utan något mellanstöd. Tak och väggar i auditoriet täcktes med dekorationer av Louis Sullivan. Mario Elia, i sin studie av Sullivan och hans verk, menar att det breda, utskjutande taket var en detalj från Frank Lloyd Wright, som vid tiden var anställd vid Sullivans kontor. Byggnaden hade högst upp ett torn.
Natten mellan 28 februari och 1 mars 1922 hålls den årliga balen för Pueblo Grocers' Association. Förmodligen antände en cigarett skräp som lämnats kvar efter balen. Vid 1:15 på morgonen upptäcktes elden, och blott 35 minuter senare kollapsade taket. Alla inre våningar hade gett vika vid 2:10. Trots att brandkåren försökte rädda byggnaden brann den ner fullständigt.